# Preußische T 6
Die T 6 der Preußischen Staatseisenbahnen waren Personenzugtenderlokomotiven. Sie waren als Alternative zu den Preußischen T 11 und T 12 auf den Strecken der Berliner Stadt-, Ring- und Vorortbahnen gedacht. Insgesamt wurden im Jahr 1902 zwölf Stück von Schwartzkopff gebaut. Zwei kamen in die Direktion Altona, die anderen zehn nach Berlin. Ungewöhnlich war das Triebwerk mit einem innenliegenden dritten Zylinder. Im Vergleich mit den T 11 und T 12 schnitt sie am unwirtschaftlichsten ab. Auch andere technische Probleme gaben den Ausschlag dafür, dass die T 6 nicht weitergebaut wurde.
Die Lokomotiven wurden später an andere Eisenbahndirektionen abgegeben, fünf gingen nach dem Ersten Weltkrieg nach Polen an die Staatsbahn und wurden dort als OKl1 eingereiht. Die in Deutschland gebliebenen Lokomotiven wurden bis Anfang der zwanziger Jahre ausgemustert.